# 松岡恵望子
松岡 恵望子（まつおか えみこ、1984年5月23日 - ）は、日本の女優である。
福岡県出身。太田プロダクション所属。女優の松岡璃奈子は双子の妹であり、実際に『のだめカンタービレ』や『33分探偵』で双子姉妹で共演したことがある。
2013年、映画『FORMA』で初主演を果たす。

## 人物・来歴
- 身長160cm。スリーサイズはB78、W60、H87。靴のサイズ23cm。
- 特技：クラシックバレエ（3歳から15年間）
- 10歳から地元の福岡でモデルをし、大学進学で上京して女優活動を開始した[2]。

## 出演

### 映画
- 夢十夜 海賊版 「第四夜」（2007年、10×10）
- 富江VS富江（2007年、アートポート） - 富江 役
- 陰日向に咲く（2008年、東宝）
- 花より男子F（2008年、東宝） - 山野美奈子 役
- まぼろしの邪馬台国（2008年、東映） - 佐々木一恵 役
- 蘇りの血（2009年、ファントム・フィルム）
- のだめカンタービレ 最終楽章 前編 （2009年、東宝） - 鈴木薫 役
- のだめカンタービレ 最終楽章 後編 （2010年、東宝） - 鈴木薫 役
- FORMA（2013年、kukuru） - 主演：保坂由香里 役
- MONSTERZ モンスターズ（2014年、ワーナー・ブラザース映画）
- のぞきめ（2016年、KADOKAWA/プレシディオ）

### TV

#### 連続ドラマ
- 笑う三人姉妹 第10話（2005年、NHK）
- 花より男子 （2005年、TBS） - 山野美奈子 役
- 弁護士のくず 第10話（2005年、TBS） - 友田理穂 役
- のだめカンタービレ（2006年、フジテレビ） - 鈴木薫 役
- 花より男子2（リターンズ）（2007年、TBS） - 山野美奈子 役
- 週刊 赤川次郎（2007年、テレビ東京） - 梅津加代子 役
- おじいさん先生 第5話（2007年、日本テレビ）
- 放課後探偵クラブ 第10話（2008年、ディズニー・チャンネル）
- 33分探偵 第1話（2008年、フジテレビ） - 双子の女性・姉役
- 小児救命（2008年、テレビ朝日） - 橋本茜 役
- 絶対零度〜未解決事件特命捜査〜 第1話（2010年、フジテレビ） - 飯島友江 役
- 10年先も君に恋して（2010年、NHK） - 有美 役
- 私が恋愛できない理由（2011年、フジテレビ） - 小倉すみれ 役
- 結婚しない 第3話（2012年、フジテレビ） - 美帆 役
- クロユリ団地〜序章〜（2013年、TBS） - 井村奈緒美 役
- ダブルス〜二人の刑事 第6話（2013年、テレビ朝日） - 真鍋ミキ 役
- ヤメゴク〜ヤクザやめて頂きます〜（2015年、TBS） - 三ヶ島由香 役
- わたしを離さないで 第4話 - （2016年2月 - 、TBS） - 桃 役
- 神の舌を持つ男 第4話（2016年7月29日、TBS） - 神村里子 役

#### 単発ドラマ
- 国盗り物語 第三部（2005年1月2日、テレビ東京）
- 光抱く友よ（2006年2月12日、東海テレビ）
- ドスペ!「報道スクープ決定版!!完全密着!安倍晋三が号泣した日」（2006年9月23日、テレビ朝日） - 安倍昭恵 役
- 神様からひと言（2006年12月24日、WOWOW）
- のだめカンタービレ 新春スペシャル in ヨーロッパ（2008年1月4・5日、フジテレビ） - 鈴木薫 役
- 少女たちの日記帳 ヒロシマ 昭和20年4月6日〜8月6日（2009年8月2日、NHK-BShi）
- トリハダ6 第一話（2009年10月7日、フジテレビ）
- ブラックボード〜時代と戦った教師たち〜 第3夜（2012年4月7日、TBS） - 水原 役
- 土曜ドラマスペシャル「永遠の泉」（2012年6月16日、NHK） - 博美 役
- 日中国交正常化40周年特別番組「強行帰国〜忘れ去られた花嫁たち〜」（2012年10月1日、TBS） - 菅原和子 役
- TRICK 新作スペシャル3（2014年1月12日、テレビ朝日） - 水神冬子 役

### 舞台
- 朗読劇 田辺聖子の世界（2008年、北野文芸座）

### CM
- 西日本鉄道・九州産交バス ひのくに号2000円高速バス（2001年）
- ダスキン 企業CF 「肖像画」篇（2004年）
- ユニクロ '04 GIFT（メリノタートル）（2004年）
- マンナンライフ 蒟蒻畑 「きっと出会える」篇（2005年）
- デフスターレコーズ CHEMISTRY『Hot Chemistry』（2005年）
- NTTドコモ FOMAテレビ電話 「美容師の卵」篇（2005年）
- アサヒビール アサヒ本生 「タケノコ」篇（2006年）
- 花王 スタイルフィット  「働く女性たちに」篇（2007年）
- 毎日コミュニケーションズ マイナビ2010（2008年）
- アメリカンファミリー生命保険 がん保険フォルテ コサージュ「走れアヒル」篇（2010年）
- 旭化成ホームズヘーベルハウス 二世帯住宅「言いぼん」篇（2014年）

### MV
- GOING UNDER GROUND「きらり」（2005年）
- w-inds.「Listen to the Rain」（2012年）

### その他
- CDジャケット「audio sponge 2」（2004年、cutting edge） - モデル
- Web動画 サーバー・ソリューション ROAD TO CIO.II（2009年、インテル） - 島志保 役
- 堤幸彦×大分市 Webドラマ 「ADあべ君」 ハルカ役[3]